# Сан-Антеро
Сан-Антеро (исп. San Antero) — город и муниципалитет на севере Колумбии, на территории департамента Кордова.

## История
Поселение, из которого позднее вырос город, было основано 3 января 1777 года доном Антонио де Ла-Торре-и-Мирандой. Муниципалитет Сан-Антеро был выделен в отдельную административную единицу в 1929 году.

## Географическое положение
Город расположен в северо-восточной части департамента, в пределах Прикарибской низменности, к югу от побережья Карибского моря, на расстоянии приблизительно 63 километров к северо-северо-востоку (NNE) от города Монтерии, административного центра департамента. Абсолютная высота — 45 метров над уровнем моря.
Муниципалитет Сан-Антеро граничит на западе с территорией муниципалитета Сан-Бернардо-дель-Вьенто, на юго-западе — с муниципалитетом Лорика, на юго-востоке — с муниципалитетом Пурисима, на северо-востоке — с территорией департамента Сукре, на севере омывается водами Карибского моря. Площадь муниципалитета составляет 191 км².

## Население
По данным Национального административного департамента статистики Колумбии, совокупная численность населения города и муниципалитета в 2015 году составляла 31 365 человек.
Динамика численности населения муниципалитета по годам:
| 2005   | 2006   | 2007   | 2008   | 2009   | 2010   | 2011   | 2012   | 2013   | 2014   | 2015   |
| ------ | ------ | ------ | ------ | ------ | ------ | ------ | ------ | ------ | ------ | ------ |
| 26 123 | 26 583 | 27 076 | 27 561 | 28 076 | 28 591 | 29 134 | 29 682 | 30 240 | 30 798 | 31 365 |

Согласно данным переписи 2005 года мужчины составляли 50,8 % от населения Сан-Антеро, женщины — соответственно 49,2 %. В расовом отношении негры, мулаты и райсальцы составляли 63 % от населения города; белые и метисы — 21,6 %; индейцы — 15,4 %.
Уровень грамотности среди всего населения составлял 83,1 %.

## Экономика
Основу экономики Сан-Антеро составляют: сельское хозяйство, рыболовство и туризм.
62,2 % от общего числа городских и муниципальных предприятий составляют предприятия торговой сферы, 33,7 % — предприятия сферы обслуживания, 3,7 % — промышленные предприятия, 0,4 % — предприятия иных отраслей экономики.

## Транспорт
Через город проходит национальное шоссе № 90 (исп. Ruta Nacional 90).